# Sudbury-medence
A Sudbury-medence Kanada Ontario államának képződménye, egy becsapódási kráter. 1,84 ± 0,021 milliárd évvel ezelőtt egy bolida ütötte. A Föld legnagyobb impact kráterei között van, eredeti átmérője elérhette a 250–300 km-t, mélysége a 30 km-t. Többszörös gyűrűs szerkezet volt, ma mintegy 60×30 km-es ellipszisben a felszínen is felismerhetők a meteorit által okozott morfológiai elváltozások a központi kráterben.

## Története

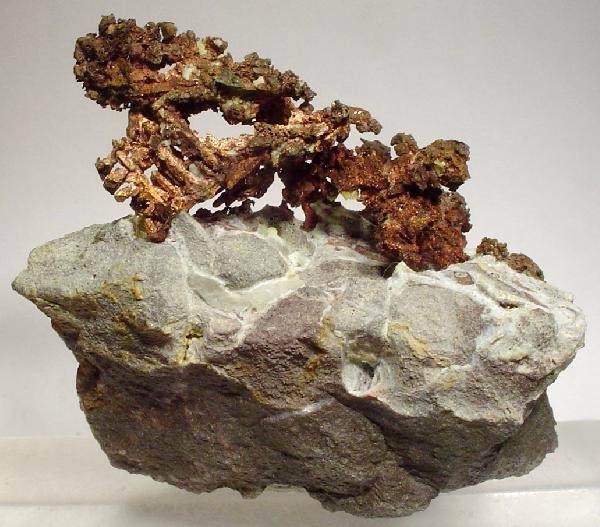
Termésréz Copper Cliffből

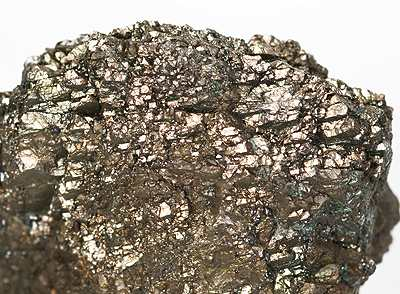
Pentlandit (vas–nikkel ásvány) Sudburyből

A paleoproterozoikumi meteorit alig 150 millió évvel a Vredefort-kráter után keletkezett, és minden tekintetben nagyon hasonló hozzá. Egy körülbelül 10–15 km átmérőjű bolida hozta létre. A becsapódás nyomán szétszóródó breccsa másfélmillió km²-nél nagyobb területen megtalálható még ma is. A kidobott anyag mennyiségét 31 000 km³-re becsülik. Ezek 2,45–2,219 milliárd éve képződött üledékes kőzetek.
Az óriási krátert kétmilliárd év tektonikai folyamatai és az erózió alakították tovább. Elliptikus alakja későbbi deformitás, a későbbi üledékek nagy része lekopott, mintegy 6000–8000 méternyi anyag tűnt el a fedőrétegekből, így ma a felszín közelében van az ősi nyom egy része. Greater Sudbury és Copper Cliff között három kilométeres külszíni fejtésen bányásszák az ércet.
Maga a becsapódás a penokeai orogén fázis (1,89–1,83 milliárd éve) folyamán zajlott le, majd a Kanada-pajzsot érintő további két hegységképződés is meggyűrte. Ezek a laurenciumi (1,7–1,6 milliárd éve) és grenvilli orogén fázisok (1,4–1,0 milliárd éve). A kriogénben és a kainozoikumi eljegesedés során nagy vastagságú jégréteg csiszolta le. 37 millió évvel ezelőtt az északnyugati részén újabb becsapódás történt, ami a Wanapitei-tó medencéjét alakította ki.

## Jelentősége

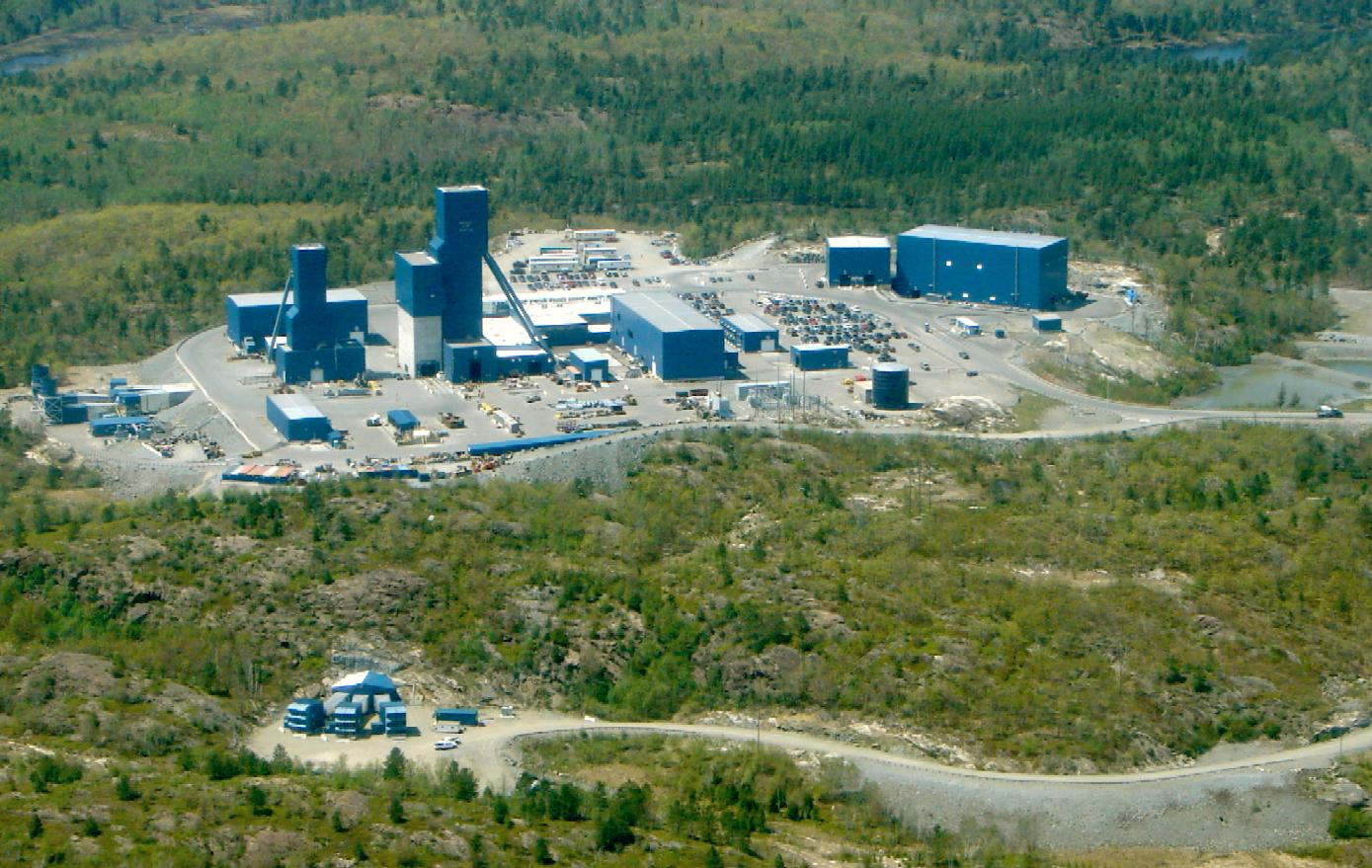
Nikkelbánya

A krátert kitöltő kőzetek nagy része 50%-os szilícium-tartalomnál savanyúbb nagymélységi magmás kőzet, főleg kvarcgabbró, granofír és granodiorit. Főleg másodlagos magmából, azaz visszaolvadt üledékes kőzetekből keletkeztek.
A kráternek óriási gazdasági jelentősége van. Ahogyan a Vredefort-kráterben hatalmas aranylelőhely alakult ki, úgy a Sudbury-kráter a réz és a nikkel érceinek telérjeiben gazdag, de platina és palládium is gyakori. Ezek olyan folyamatban alakultak ki, ami hasonló a fémolvasztáshoz. A meteorit energiája mintegy 7000 teratonna (7×1015 tonna vagy 7×1021 gramm) TNT energiájának felelt meg, körülbelül 1700 °C-ra melegítette a környezetét, így megolvadt a meteoritanyag is, a földkéreg anyaga is, emellett a kérget majdnem átütő találat hatására magma is megindult a felszín felé. Az olvadékok nagy tömege és az alulról érkező melegutánpótlás hatására a kihűlés sok millió évig tartott.
A kihűlés során magmatikus differenciáció ment végbe, ami egyszerű gravitációs süllyedést jelent. A fémtartalom nagy része a gödör alján gyűlt össze. Az anyag végig ment a magmás kristályosodási fázisok minden fokán, majd a víz kritikus hőmérséklete alá csökkenve a hidrotermális szakaszban további másodlagos, általában szulfidos érctelérek képződtek. Az ércek teljes mennyiségét 1600 milliárd tonnára (1,6 teratonna) teszik, aminek jelenlegi értéke 300 000 milliárd USD.